# Liste des empereurs byzantins
Pour des articles plus généraux, voir Liste des empereurs romains et Empire byzantin.
La liste des empereurs byzantins présente les empereurs de l'Empire romain d'Orient, appelé depuis le XVIe siècle « Empire byzantin » par l'historiographie, notamment à partir de la fin de l'Empire romain d'Occident en 476.
La liste commence cependant avec l'empereur Constantin qui règne de 306 à 337, parce qu'il est le fondateur en 324 de la nouvelle Rome, Constantinople, capitale de l'Empire romain d'Orient/Empire byzantin jusqu'en 1453, date de sa prise par les Ottomans (aujourd'hui elle est appelée Istanbul), l'adjectif « byzantin » venant du nom de la ville sur le site de laquelle Constantinople a été établie, Byzance.
À partir du règne d'Héraclius (de 610 à 641), les empereurs (en latin imperatores, mais surtout appelés Augusti) portent le titre grec de basileus (« roi »).

## Problèmes de nomenclature
La question de l'appellation moderne des empereurs d'Orient a été compliquée à partir du XIXe siècle par la généralisation de l'appellation « byzantin » pour l'Empire romain d'Orient, appellation apparue au XVIe siècle chez l'historien allemand Hieronymus Wolf. En fait, il n'existe pas de fondateur ni de début de l'Empire byzantin, et donc pas de premier empereur byzantin, car la distinction entre l'Empire romain et l'Empire byzantin n'est qu'une question de conventions entre historiens modernes. Le partage de l'Empire romain a commencé au cours du IIIe siècle, mais ces divisions avaient toutes été temporaires ; le système de la Tétrarchie, créé par Dioclétien en 284 pour des raisons pratiques, n'avait pas résisté à l'ambition des césars. Tout au plus existe-t-il quelques règnes marquant des césures et pouvant servir de points de repère :
- Constantin Ier fonde Constantinople officiellement en 330 et dote ainsi l'Empire romain d'une seconde capitale ;
- Théodose Ier est le dernier empereur à régner sur un Empire romain unifié. La bataille d'Andrinople où meurt son prédécesseur Valens en 378 marque l'avènement de la cavalerie, avènement militaire du Moyen Âge ;
- Flavius Arcadius, fils aîné de Théodose et successeur en 395, est le premier empereur d'Orient après la partition définitive de l'Empire (que cependant personne ne jugea comme telle à l'époque) ;
- Zénon est parfois considéré comme le dernier empereur romain d'Orient et le premier empereur byzantin, car sous son règne est déposé le dernier empereur d'Occident, Romulus Augustule, en 476, dont les insignes sont envoyées à Constantinople par Odoacre ;
- Justinien est généralement considéré comme le dernier empereur romain en raison de sa vision de l'Empire qui place l'Italie au cœur de la politique de reconquête, et en raison de sa culture essentiellement latine ;
- Héraclius fait du grec la langue officielle de l'Empire ; en fait, le grec n'avait jamais cessé d’être la langue véhiculaire de la moitié orientale de l'Empire romain depuis ses origines, au IIe siècle av. J.-C. Il abandonne le titre latin d'imperator pour prendre le titre grec de basileus[2].

Les Romains d'Orient nommés par convention « Byzantins » considéraient que l'orbis romain était unique et indivisible, aussi l'Empire continuait-il, à leurs yeux, en Orient — avec toutefois une interruption de 57 ans à la suite du siège de Constantinople en 1204. Jusqu'à la chute de Constantinople en 1453, les historiens byzantins désignent donc toujours leur empire comme celui « des Romains » (et non « des Grecs » ou « des Byzantins »). De fait, durant tout le Moyen Âge, l'évocation de l'Empire romain est directement rattachée à Constantinople et garde, tant en Occident qu'en Orient, un prestige immense qui a conduit de nombreux rois barbares à être revêtus des insignes consulaires. Après le sacre de Charlemagne en 800 et la reconnaissance de son titre d'imperator, seuls les empereurs byzantins s'accordent le titre de basileus des Romains, l'orbis romain demeurant indivisible.

## Liste des empereurs de 306 à 1453

### Dynastie constantinienne (306-364)
| Portrait | Nom                                                   | Naissance                      | Début du règne  | Fin du règne   | Mort                                              | Notes |
| -------- | ----------------------------------------------------- | ------------------------------ | --------------- | -------------- | ------------------------------------------------- | --- |
|          | Constantin Ier Flavius Valerius Aurelius Constantinus | 27 février 272 Naissus (Mésie) | 25 juillet 306  | 22 mai 337     | 22 mai 337 (65 ans) Nicomédie (Bithynie)          | - Fils de Constance Chlore, proclamé empereur par les troupes de son père. - Accepté en tant que « César » de l'Occident par Galère de 306 à 307. - S'autoproclame « Auguste » de l'Occident en 307 après la mort de Sévère et refuse la relégation en « César » par Galère jusqu'en 309. - Empereur de l'Occident de 311 à 324 après avoir éliminé Maxence, puis seul maître de l'Empire après avoir éliminé Licinius. - Convoque le concile de Nicée qui établit les bases de la foi chrétienne, légalise le christianisme par l'Edit de Milan. Premier empereur romain à être baptisé. - Fondateur de Constantinople, nouvelle capitale de l'Empire. - Mort des suites d'une fièvre. |
|          | Constance II Flavius Julius Constantius               | 7 août 317 Sirmium (Mésie)     | 9 septembre 337 | 3 novembre 361 | 3 novembre 361 (44 ans) Mopsueste (Cilicie)       | - Fils de Constantin Ier. - Co-empereur (« Auguste ») en Orient, avec ses frères Constantin II (337-340) et Constant Ier (337-350) en Occident. - Seul empereur de 350 à 361. - De confession arienne - Mort des suites d'une fièvre. |
|          | Julien Flavius Claudius Julianus                      | 331 ou 332 Constantinople      | 3 novembre 361  | 26 juin 363    | 26 juin 363 (31 ans) Parthie (peut-être Samarra)  | - Cousin de Constance II, nommé « César » de l'Occident en 355. - Proclamé « Auguste » par ses troupes à Lutèce en 360. - Seul empereur après la mort de Constance II. - Rétablit le paganisme dans l'Empire - Blessé lors de la bataille de Ctésiphon contre les Perses, il meurt de ses blessures en Mésopotamie. |
|          | Jovien Flavius Claudius Jovianus                      | 331 Singidunum (Mésie)         | 26 juin 363     | 17 février 364 | 17 février 364 (33 ans) Dadastana (en) (Bithynie) | - Général de Julien, proclamé empereur par ses troupes à la mort de Julien. - Mort d'intoxication au monoxyde de carbone ou de crise cardiaque. |

### Dynastie valentinienne (364-378)
| Portrait | Nom                          | Naissance              | Début du règne | Fin du règne | Mort                                    | Notes |
| -------- | ---------------------------- | ---------------------- | -------------- | ------------ | --------------------------------------- | --- |
|          | Valens Flavius Iulius Valens | 328 Cibalis (Pannonie) | 26 mars 364    | 9 août 378   | 9 août 378 (50 ans) Andrinople (Thrace) | - Co-empereur en Orient, avec en Occident son frère Valentinien Ier (364-375) puis ses neveux Gratien (367-383) et Valentinien II (375-392). - Tué au cours de la bataille d'Andrinople contre les Goths. |

### Dynastie théodosienne (379-457)
| Portrait | Nom                                   | Naissance                       | Début du règne | Fin du règne   | Mort                                        | Notes |
| -------- | ------------------------------------- | ------------------------------- | -------------- | -------------- | ------------------------------------------- | --- |
|          | Théodose Ier Flavius Theodosius       | 11 janvier 347 Cauca (Hispanie) | 19 janvier 379 | 17 janvier 395 | 17 janvier 395 (48 ans) Mediolanum (Italie) | - Nommé « César » de l'Orient en 379. - Proclamé « Auguste » en 392. - Seul empereur après la mort de Valentinien II en Occident. - Convoque le concile de Constantinople, qui impose le concept de Trinité et fait du christianisme la religion officielle de l'Empire Romain - Meurt d'un œdème pulmonaire |
|          | Arcadius Flavius Arcadius             | 377 Hispanie                    | 17 janvier 395 | 1er mai 408    | 1er mai 408 (31 ans) Constantinople         | - Fils du précédent - Co-empereur en Orient, avec son frère Flavius Honorius (395-423) en Occident. - Mort de causes inconnues |
|          | Théodose II Flavius Theodosius Iunior | 10 avril 401 Constantinople     | 1er mai 408    | 28 juillet 450 | 28 juillet 450 (49 ans) Constantinople      | - Fils du précédent ; sans postérité. - Érige les murailles de Constantinople - Fait rédiger le Code théodosien, grande compilation de droit romain - Convoque le concile d'Ephèse ; condamne le nestorianisme - Meurt d'une chute de cheval                                                                 |
|          | Marcien Flavius Marcianus             | 396 Thrace ou Illyrie           | 25 août 450    | 27 janvier 457 | janvier 457 (61 ans) Constantinople         | - Militaire désigné par Aspar ; épouse Pulchérie, sœur du précédent. - Convoque le concile de Chalcédoine d'où sort le Symbole de Chalcédoine, fixant la nature humaine et divine du Christ - Mort de gangrène, des suites d'une crise de goutte                                                             |

### Dynastie thrace (457-518)
| Portrait    | Nom                                          | Naissance                                    | Début de Règne                               | Fin de Règne                                 | Mort                                         | Notes |
| ----------- | -------------------------------------------- | -------------------------------------------- | -------------------------------------------- | -------------------------------------------- | -------------------------------------------- | --- |
|             | Léon Ier Flavius Valerius Leo                | ~401 Dacie aurélienne                        | 7 février 457                                | 18 janvier 474                               | 18 janvier 474 (73 ans) Constantinople       | - Thrace ou Dace d'origine modeste, militaire élevé au trône par Aspar à la mort de Marcien. Se débarrasse d'Aspar avec l'aide de son gendre Zénon en 471 - Intervient à de nombreuses reprises dans les affaires de l'Empire d'Occident. Lance la dernière opération militaire conjointe avec ce dernier (expédition du Cap Bon) - Mort de dysenterie.                        |
|             | Léon II Flavius Valerius Leo Iunior          | ~467 Constantinople                          | 18 janvier 474                               | 10 novembre 474                              | 10 novembre 474 (7 ans) Constantinople       | - Petit-fils de Léon Ier, il est co-empereur avec celui-ci jusqu'à sa mort et lui succède à la dignité d'empereur. - Mort de maladie. |
|             | Zénon Flavius Zeno Perpetuus                 | 425 Tarasicodissa (Isaurie)                  | 9 février 474                                | 9 avril 491                                  | 9 avril 491 (65 ans) Constantinople          | - Isaurien, Gendre de Léon Ier et père de Léon II. Co-empereur avec Léon II puis empereur à sa mort. Fait face à de nombreuses révoltes et usurpations - Reconnaît Odoacre comme patrice d'Italie, puis s'allie aux Ostrogoths et reconnaît Théodoric roi d'Italie. - Tente d'apaiser les querelles religieuses en promulguant l'Hénotique - Mort de dysenterie ou d'épilepsie |
| Usurpateurs | Marcien en 479 Léontios et Illius en 484-488 | Marcien en 479 Léontios et Illius en 484-488 | Marcien en 479 Léontios et Illius en 484-488 | Marcien en 479 Léontios et Illius en 484-488 | Marcien en 479 Léontios et Illius en 484-488 | |
|             | Basiliscus Flavius Basiliscus Augustus       | inconnue                                     | 9 janvier 475                                | août 476                                     | 477 Limnai (en) Cappadoce                    | - Frère de Vérine, épouse de Léon Ier. Militaire parvenu au pouvoir à la suite d'une révolte contre Zénon - Soutient le monophysisme - Détrôné après la reprise de Constantinople par Zénon, puis déporté avec sa famille dans une forteresse en Cappadoce - Mort de maltraitance (peut-être de froid et de faim enfermé dans une citerne)                                     |
|             | Anastase Ier Flavius Anastasius              | ~430 Dyrrachium (Épire)                      | 11 avril 491                                 | 10 juillet 518                               | 10 juillet 518 (87 ans) Constantinople       | - Illyrien de Dyrrachium, devient empereur en épousant l'impératrice Ælia Ariadnè, femme du précédent. Doit combattre les Isauriens pour asseoir sa légitimité. - Combat les Perses ; érige le mur d'Anastase - Favorise le monophysisme contre les chalcédoniens et le Pape - Meurt frappé par la foudre, ou de causes naturelles.                                            |

### Dynastie justinienne (518-610)
| Portrait | Nom                                                | Naissance                                          | Début de règne  | Fin de règne    | Mort                                                                 | Notes |
| -------- | -------------------------------------------------- | -------------------------------------------------- | --------------- | --------------- | -------------------------------------------------------------------- | --- |
|          | Justin Ier Flavius (Anicius ?) Iustinus            | ~450 Bederiana, près de Naissus (Dacie aurélienne) | 10 juillet 518  | 1er août 527    | 1er août 527 (77 ans) Constantinople                                 | - Général de basse extraction proclamé empereur par acclamation sur proposition du Sénat à la suite de la mort sans héritier d'Anastase Ier. - Favorise le chalcédonisme - Meurt de démence |
|          | Justinien Ier Flavius Petrus Justinianus Sabbatius | ~482 Tauresium (Illyrie)                           | 1er août 527    | 15 novembre 565 | 15 novembre 565 (83 ans) Constantinople                              | - Neveu de Justin Ier, adopté par celui-ci, associé au trône dès 523. Considéré comme le plus grand empereur byzantin - Reconquiert les royaumes Vandale et Ostrogoth ainsi qu'une partie du royaume Wisigoth - Fait compiler le Code Justinien, base du droit dans l'Europe médiévale - Pieux adepte de la foi chalcédonienne : met fin définitivement au paganisme dans l'Empire ; condamne les autres courants du christianisme au terme du deuxième concile de Constantinople ; dépose et nomme lui-même le Pape de Rome - Meurt de causes naturelles |
|          | Justin II Flavius Iustinus Iunior                  | ~520 Constantinople                                | 15 novembre 565 | 5 octobre 578   | 5 octobre 578 (58 ans) Constantinople                                | - Neveu de Justinien Ier. - Souffrant de démence, il est placé en 574 sous la tutelle de l'impératrice Sophie et du césar Tibère, son fils adoptif - Mort de démence |
|          | Tibère II Constantin Flavius Tiberius Constantinus | ~520/535 Thrace                                    | 5 octobre 578   | 14 août 582     | 14 août 582 Constantinople                                           | - Fils adoptif du précédent, associé au trône dès 574. - Mort de causes inconnues - N.B. : Tibère II pour les antiquisants ; mais Tibère Ier pour les byzantinistes. |
|          | Maurice Flavius Mauricius                          | ~539 Arabissos (Cappadoce)                         | 14 août 582     | 23 novembre 602 | 27 novembre 602 (43 ans) Port d'Eutrope (en), Chalcédoine (Bithynie) | - Gendre du précédent ; époux de Constantina, fille de Tibère. - Déposé puis exécuté avec toute sa descendance sur les ordres de Phocas. |
|          | Phocas Flavius Phocas                              | ~547 Thrace ou Cappadoce                           | 23 novembre 602 | 5 octobre 610   | 5 octobre 610 (62 ans) Constantinople                                | - Soldat dans l'armée des Balkans, usurpateur désigné par ses troupes révoltées. - Tyrannique et impopulaire, il est déposé puis exécuté par Héraclius l'Ancien |

### Dynastie héraclide (610-695)
| Portrait    | Nom                                                                | Naissance                                                          | Début de règne                                                     | Fin de règne                                                       | Mort                                                               | Notes |
| ----------- | ------------------------------------------------------------------ | ------------------------------------------------------------------ | ------------------------------------------------------------------ | ------------------------------------------------------------------ | ------------------------------------------------------------------ | --- |
|             | Héraclius Ier Flavius Heraclius Augustus                           | ~575 Cappadoce                                                     | 5 octobre 610                                                      | 11 février 641                                                     | 11 février 641 (65 ou 66 ans) Constantinople                       | - D'origine arménienne, fils aîné de l'exarque d'Afrique, Héraclius l'Ancien ; se révolte contre Phocas en 609 et le destitue en octobre 610 - Mène à bien la guerre perso-byzantine des années 602 à 628, mais ne peut enrayer la conquête musulmane de la Syrie et de la Palestine - Remplace officiellement le latin par le grec comme langue administrative. - Adepte du monoénergisme puis du monothélisme, promulgue l'Ekthésis visant à en faire la doctrine officielle de l'Empire - Mort d'un oedème |
|             | Constantin III Héraclius Heraclius Novus Constantinus Augustus     | 3 mai 612 Constantinople                                           | 11 février 641                                                     | 25 mai 641                                                         | 25 mai 641 (29 ans) Constantinople                                 | - Fils aîné d'Héraclius et de sa première femme, Fabia Eudocia ; nommé co-empereur en 613, il accède au trône avec son demi-frère Héraclonas à la mort d'Héraclius en 641 - Adepte de l'orthodoxie. - Mort de tuberculose, ou empoisonné par l'impératrice douairière Martina. - N.B. : ne pas le confondre avec l'usurpateur puis, pendant quelque temps, empereur légitime d'Occident Constantin III (407-411).                                                                                             |
|             | Héraclonas (Héraclius II) Flavius Constantinus Heraclius Augustus  | 626 Lazique                                                        | 11 février 641                                                     | septembre 641                                                      | 641 ou 642 (15 ou 16 ans) Rhodes                                   | - Fils cadet de Héraclius et de sa seconde épouse, Martina ; nommé co-empereur en 638, il accède au trône avec son demi-frère Constantin III, puis devient seul empereur après la mort de Constantin III sous la régence de Martina. - Contraint par l'armée de nommer co-empereur Constant II ; puis destitué par le Sénat. Exilé à Rhodes après s'être fait couper le nez, meurt des suites de ses blessures                                                                                                |
|             | Constant II Héraclius Flavius Heraclius Constantius Augustus       | 7 novembre 630 Constantinople                                      | septembre 641                                                      | 15 septembre 668                                                   | 15 septembre 668 (37 ans) Syracuse (Sicile)                        | - Fils de Constantin III ; élevé au rang de co-empereur en été 641, devient unique empereur après l'abdication forcée de son oncle Héraclonas - Met probablement en place le système administratif des thèmes - Défend le monothélisme puis interdit tout débat sur la nature du Christ, ce qui lui vaut de nombreux ennemis - Tente de transférer la capitale à Syracuse où il meurt assassiné sur les ordres de Mézézios ou des évêques siciliens le voyant comme un hérétique.                             |
| Usurpateurs | Valentin en 644 Grégoire le Patrice en 645-647 Saborios en 667-668 | Valentin en 644 Grégoire le Patrice en 645-647 Saborios en 667-668 | Valentin en 644 Grégoire le Patrice en 645-647 Saborios en 667-668 | Valentin en 644 Grégoire le Patrice en 645-647 Saborios en 667-668 | Valentin en 644 Grégoire le Patrice en 645-647 Saborios en 667-668 | Valentin en 644 Grégoire le Patrice en 645-647 Saborios en 667-668 |
|             | Constantin IV Pogonate Flavius Constantinus Augustus               | 652 Constantinople                                                 | 15 septembre 668                                                   | 14 septembre 685                                                   | 14 septembre 685 (35 ans) Constantinople                           | - Règne après l'assassinat de son père Constant II, défait l'usurpateur Mézézios en Sicile - Repousse le premier siège arabe de Constantinople - Adepte de l'orthodoxie ; convoque le troisième concile de Constantinople, qui condamne le monothélisme - Meurt de dysenterie. |
| Usurpateur  | Mézézios en 668-669                                                | Mézézios en 668-669                                                | Mézézios en 668-669                                                | Mézézios en 668-669                                                | Mézézios en 668-669                                                | |
|             | Justinien II Rhinotmète Flavius Justinianus Augustus               | 669 Constantinople                                                 | 14 septembre 685                                                   | septembre 695                                                      | cf. ci-dessous                                                     | - Fils de Constantin IV ; élevé au rang de co-empereur en 681 ; devient le seul empereur à la mort de Constantin IV - Déposé par une révolte militaire en 695, mutilé, et exilé à Chersonèse ; il sera restauré sur son trône en 705. |

### Années de chaos (695-717)
| Portrait | Nom                                                  | Naissance                            | Début de règne | Fin de règne   | Mort                                         | Notes |
| -------- | ---------------------------------------------------- | ------------------------------------ | -------------- | -------------- | -------------------------------------------- | --- |
|          | Léonce Leontius                                      | Date inconnue Isaurie                | 695            | 698            | 15 février 706 Constantinople                | - Général originaire d'Isaurie ; dépose Justinien II - Renversé à son tour par Tibère III en 698, puis exécuté avec ce dernier par Justinien II. |
|          | Tibère III Apsimar Τιβέριος Γʹ Ἀψίμαρος              | Date inconnue Lieu inconnu           | 15 février 698 | 21 août 705    | 15 février 706 Constantinople                | - Amiral des Cibyrrhéotes probablement originaire de Germanie ; se rebelle contre Léonce après une expédition ratée - Destitué puis exécuté avec Léonce par Justinien II en 705 - N.B. : Tibère III pour les antiquisants ; Tibère II pour les byzantinistes.                             |
|          | Justinien II Rhinotmète Flavius Justinianus Augustus | cf. ci-dessus                        | 21 août 705    | 4 novembre 711 | 4 novembre 711 (43 ans) Damatrys (Opsikion)  | - Restauré sur le trône avec le soutien des Bulgares ; nomme son fils Tibère co-empereur en 706 - Tyrannique lors de son second règne, il est déposé et tué par une révolte militaire menée par le général Bardanès.                                                                      |
|          | Philippicos Φιλιππικός (Bardanès)                    | Date inconnue Pergamum (Thracésiens) | 4 novembre 711 | 3 juin 713     | 20 janvier 714/715 Psamathia, Constantinople | - Général d'origine arménienne ; destitue Justinien II - Rétablit le monothélisme comme seule doctrine de l'Empire - Renversé à son tour par une révolte des troupes opsikiennes, il est aveuglé et exilé dans le monastère urbain des Dalmates où il meurt de ses blessures.             |
|          | Anastase II Ἀναστάσιος Βʹ                            | Date inconnue Lieu inconnu           | 3 juin 713     | mai 715        | 1er juin 719 Constantinople                  | - Secrétaire sous Philippicos ; élevé à la pourpre par les soldats qui ont renversé ce dernier - Renversé à son tour par une autre révolte militaire; se retire dans un monastère à Thessalonique en 715 - Meurt exécuté par Léon III après une tentative de reconquête du pouvoir en 719 |
|          | Théodose III Θεοδόσιος Γʹ                            | Date inconnue Lieu inconnu           | novembre 715   | 25 mars 717    | 24 Juillet 754 (?) Ephèse (?)                | - Fonctionnaire des finances ; proclamé empereur par les troupes opsikiennes rebelles ; entre à Constantinople en novembre 715 - Abdique à la suite de la révolte de Léon III et devient moine, puis peut-être évêque d'Ephèse en 729. - Meurt de causes naturelles                       |

### Dynastie isaurienne (717-802)
| Portrait    | Nom                                 | Naissance                           | Début de règne                      | Fin de règne                        | Mort                                | Notes |
| ----------- | ----------------------------------- | ----------------------------------- | ----------------------------------- | ----------------------------------- | ----------------------------------- | --- |
|             | Léon III l'Isaurien                 | ~680                                | 25 mars 717                         | 18 juin 741                         | 18 juin 741                         | - Stratège des Anatoliques révolté contre Théodose III, se fait proclamer empereur alors que les Arabes assiègent Constantinople et réussit à les repousser ; empêche Anastase II de revenir au pouvoir ; s'allie avec les Khazars en 732 ; bat sévèrement les armées califales à Akroinon - Introduit un nouveau code juridique nommé Ecloga ; proclame le baptême forcé pour les juifs en 722 ; met en place l'iconoclasme (peut-être par mimétisme des musulmans) en 730 - Meurt d'hydropisie |
| Usurpateurs | Tibère IV en 718 Anastase II en 719 | Tibère IV en 718 Anastase II en 719 | Tibère IV en 718 Anastase II en 719 | Tibère IV en 718 Anastase II en 719 | Tibère IV en 718 Anastase II en 719 | Tibère IV en 718 Anastase II en 719 |
|             | Constantin V Copronyme              | 718                                 | 18 juin 741                         | 14 septembre 775                    | 14 septembre 775                    | - Fils du précédent. - Epouse Irène (Tzitzak) princesse Khazar, fille du khagan Bihar, puis Marie, puis Eudoxie - Iconoclaste (concile de Hiéreia, 754). - Stabilise la frontière orientale, consolide la domination byzantine sur la Thrace et la Macédoine, mais perd définitivement l'exarchat de Ravenne (751) - Mort naturelle. |
| Usurpateur  | Artabasde en 741-743                | Artabasde en 741-743                | Artabasde en 741-743                | Artabasde en 741-743                | Artabasde en 741-743                | |
|             | Léon IV le Khazar                   | 25 janvier 750                      | 14 septembre 775                    | 8 septembre 780                     | 8 septembre 780                     | - Fils du précédent. - Iconoclaste. Epouse Irène l'Athénienne. - Mort naturelle. |
|             | Constantin VI                       | 771                                 | 8 septembre 780                     | 18 août 797                         | entre 797 et 805                    | - Fils du précédent et d'Irène l'Athénienne - Epouse Marie l'Arménienne puis Théodote - Régence d'Irène, déposée par Constantin en 790 puis rappelée en 792 - Détrôné par Irène en 797, aveuglé et envoyé dans un monastère, où il meurt de ses blessures à une date inconnue, certainement avant 805 |
|             | Irène l'Athénienne                  | ~752                                | 18 août 797                         | 31 octobre 802                      | 9 août 803                          | - Epouse de Léon IV le Khazar. Mère de Constantin VI, dont elle assure la régence puis qu'elle détrône. - Règne en tant que Basileius de 797 à 802. - Iconodule, condamne l'iconoclasme lors du deuxième concile de Nicée. - Détrônée et exilée à Lesbos. |

### Dynastie nicéphorienne (802-813)
| Portrait | Nom                        | Naissance | Début de règne | Fin de règne   | Mort           | Notes |
| -------- | -------------------------- | --------- | -------------- | -------------- | -------------- | --- |
|          | Nicéphore Ier le Logothète | ~750      | 31 octobre 802 | 26 juillet 811 | 26 juillet 811 | - Usurpateur. - Tué lors la bataille de Pliska (ou Vărbitza, Virbitsa). Le khan des Bulgares Krum fera couvrir d’argent le crâne de l'empereur pour s’en servir comme d’une coupe à boire.                                                  |
|          | Staurakios                 | ~778      | 26 juillet 811 | 2 octobre 811  | 11 janvier 812 | - Fils de Nicéphore le Logothète - Détrôné. Meurt de ses blessures reçues lors de la bataille de Pliska. |
|          | Michel Ier Rhangabé        | ~770      | 2 octobre 811  | 10 juillet 813 | 11 janvier 844 | - Epouse Procopia, sœur de Staurakios - Renverse son beau-frère incapable de régner à cause de ses blessures, avec l'aide des sénateurs - Détrôné par Léon l'Arménien à la suite de la défaite de Versinikia et contraint de devenir moine. |

### Dynastie arménienne (813-820)
| Portrait | Nom               | Naissance | Début de règne | Fin de règne    | Mort            | Notes |
| -------- | ----------------- | --------- | -------------- | --------------- | --------------- | --- |
|          | Léon V l'Arménien | ~775      | 10 juillet 813 | 24 décembre 820 | 24 décembre 820 | - Renverse Michel Rhangabé à la suite de la défaite de Versinikia contre les bulgares, avec le soutien de l'armée. - Restaure l'iconoclasme malgré l'opposition de Théodore Studite. - Epouse Théodosia - Assassiné sur l'ordre de Michel l'Amorien. |

### Dynastie amorienne/phrygienne (820-867)
| Portrait | Nom                 | Naissance      | Début de règne  | Fin de règne     | Mort             | Notes |
| -------- | ------------------- | -------------- | --------------- | ---------------- | ---------------- | --- |
|          | Michel II l'Amorien | 770            | 24 décembre 820 | 2 octobre 829    | 2 octobre 829    | - Dit Michel II Psellos (le Bègue). - Proche de Bardanès Tourkos, général révolté en 803 contre Nicéphore Ier aux côtés de Thomas le Slave et de Léon l'Arménien. Fait assassiner ce dernier. - Epouse Thekla, fille de Bardanès Tourkos, puis Euphrosyne, fille de Constantin VI - Iconoclaste.                                     |
|          | Théophile           | 813            | 2 octobre 829   | 20 janvier 842   | 20 janvier 842   | - Fils de Michel II et de Thekla. - Epouse Théodora - Dernier empereur iconoclaste. - Malgré des revers (destruction d'Amorium, perte de la Sicile), le règne de Théophile s'intègre dans une dynamique de regain de puissance de l'Empire byzantin. - Alexis Mousélé, gendre de Théophile, césar de 836 à 838.                      |
|          | Michel III          | 19 janvier 840 | 20 janvier 842  | 24 septembre 867 | 24 septembre 867 | - Fils de Théophile. - Surnommé "l'ivrogne" sous la dynastie macédonienne - Régence de Théodora de 842 à 856, qui rétablit le culte des icônes et lutte contre les Pauliciens - Bardas, oncle de Michel III et frère de Théodora, césar de 858 à 866. - Iconodule. - Epouse Eudocie Décapolitissa - Assassiné par son favori Basile. |

### Dynastie macédonienne (867-1057)
| Portrait   | Nom                                  | Naissance                            | Début de règne                       | Fin de règne                         | Mort                                 | Notes |
| ---------- | ------------------------------------ | ------------------------------------ | ------------------------------------ | ------------------------------------ | ------------------------------------ | --- |
|            | Basile Ier le Macédonien             | ~811                                 | 24 septembre 867                     | 29 août 886                          | 29 août 886                          | - Associé au trône dès 866 - Epouse Eudocie Ingérina - D'origine modeste, il entra au service de l’empereur Michel III qui ira jusqu'à le nommer coempereur. Considéré comme un des plus grands empereurs byzantins. - Ses trois fils seront élevés au rang de césar : Constantin (869-879), Léon (870-886), et Alexandre (879-886). |
|            | Léon VI le Sage                      | 19 octobre 866                       | 29 août 886                          | 11 mai 912                           | 11 mai 912                           | - Co-empereur avec son frère Alexandre. - Epouse successivement Théophanô Martinakia; Zoé Tzaoutzina ; Eudocie Baïana ; Zoé Carbonopsina - Auteur de nombreux travaux dans les domaines du droit et de l'art militaire (Basiliques, Livre de l'Éparque) |
|            | Alexandre                            | 23 novembre 870                      | 29 août 886                          | 6 juin 913                           | 6 juin 913                           | - Co-empereur avec son frère Léon VI. |
|            | Constantin VII Porphyrogénète        | 3 septembre 905                      | 6 juin 913                           | 9 novembre 959                       | 9 novembre 959                       | - Fils de Léon VI le Sage. - Epouse Hélène Lécapène en 919 - Après la régence de Zoé Carbonopsina, fait appel en 918 à l'amiral Romain Lecapène, qui peu après se proclame lui-même basileus. Constantin exercera directement le pouvoir à partir de 945, après l'éviction de Romain puis de ses fils. - Empereur érudit, il fit rédiger un grand nombre d'ouvrages politiques, historiques ou encyclopédiques. |
|            | Romain Ier Lécapène                  | ~870                                 | 17 décembre 920                      | 20 décembre 944                      | 15 juin 948                          | - Couronné co-empereur sous le règne de son beau-fils Constantin VII, avec une prééminence de fait. - A la mort de son fils Christophe, il confirme la deuxième place de Constantin VII. Ses autres fils le contraignent à l'exil dans un monastère sur l'ile de Proti, où il décèdera. - Epouse Théodora |
|            | Christophe Lécapène                  |                                      | 20 mai 921                           | 31 août 931                          |                                      | - Fils de Romain Ier Lécapène. - Usurpateur sous le règne de Constantin VII. |
|            | Étienne Lécapène                     |                                      | 25 décembre 924                      | 27 janvier 945                       |                                      | - Fils de Romain Ier Lécapène. - Usurpateur sous le règne de Constantin VII. |
|            | Constantin Lécapène                  |                                      | 25 décembre 924                      | 27 janvier 945                       |                                      | - Fils de Romain Ier Lécapène. - Usurpateur sous le règne de Constantin VII. |
|            | Romain II                            | 939                                  | 9 novembre 959                       | 15 mars 963                          | 15 mars 963                          | - Fils de Constantin VII et d'Hélène Lécapène - Epouse Théophano Anastaso - Parents de Basile II, de Constantin VIII et d'Anna Porphyrogénète |
|            | Nicéphore II Phocas                  | ~912                                 | 3 juillet 963                        | 11 décembre 969                      | 11 décembre 969                      | - Brillant général, ayant notamment reconquis la Crête en 961, saccagé Alep en 962, il s'empare du trône tout en reconnaissant la légitimité des jeunes fils de Romain II, et assure la sienne en épousant Théophano Anastaso, veuve de Romain II. - Il conquiert la Cilicie et Antioche au détriment des Hamdanides, étend l'influence byzantine en Arménie, lutte contre l'empereur romain germanique Otton Ier pour l'Italie méridionale. - Dans les Balkans, il cherche à utiliser les Rus contre les Bulgares, avant de changer d'alliance face à cette nouvelle menace contre les Rus. - Assassiné, victime d'un complot mené par Théophano et Tzimiskès. |
|            | Jean Ier Tzimiskès                   | ~925                                 | 11 décembre 969                      | 10 janvier 976                       | 10 janvier 976                       | - Epouse Théodora, sœur de Romain II. - Remplace Nicéphore Phocas comme co-empereur pendant la minorité des fils de Romain II. - Mène en 975 une importante campagne en Syrie et Palestine, parfois qualifiée de "Croisade Byzantine". Il soumet au tribut le gouverneur de Damas, prend Byblos, Beyrouth, et peut-être d'autres cités. - Tombe malade - peut-être du typhus - et meurt au retour de sa grande campagne orientale. |
|            | Basile II le Bulgaroctone            | ~958                                 | 10 janvier 976                       | 15 décembre 1025                     | 15 décembre 1025                     | - Fils de Romain II, associé au trône dès 960. N'exerce le pouvoir effectif qu'après la mort de Jean Tzimiskès. - Co-empereur avec son frère Constantin VIII. - Figure la plus marquante de la dynastie macédonienne et l'un des plus grands empereurs byzantins, avec Justinien et Héraclius. A sa mort, l'empire byzantin a atteint sa plus grande expansion depuis Justinien. - En véritable ascète, Basile II ne se maria pas et n'eut aucun enfant |
|            | Constantin VIII                      | ~960                                 | 10 janvier 976                       | 11 novembre 1028                     | 11 novembre 1028                     | - Fils de Romain II, associé au trône dès 970. - Co-empereur avec son frère Basile II. |
| Usurpateur | Bardas Sklèros en 976-979 et 987-989 | Bardas Sklèros en 976-979 et 987-989 | Bardas Sklèros en 976-979 et 987-989 | Bardas Sklèros en 976-979 et 987-989 | Bardas Sklèros en 976-979 et 987-989 | |
|            | Zoé Porphyrogénète                   | ~978                                 | 11 novembre 1028                     | juin 1050                            | juin 1050                            | - Fille du précédent. - Après que Basile II ait tenté sans succès de la marier à l'empereur romain germanique Otton III, Constantin VIII l'oblige à épouser Romain Argyre. A la mort de ce dernier en 1034, elle épouse Michel le Paphlagonien, puis adopte le neveu de celui-ci Michel le Calfat, et épouse enfin Constantin Monomaque en 1042. |
|            | Romain III Argyre                    | 968                                  | 11 novembre 1028                     | 11 avril 1034                        | 11 avril 1034                        | - Issu de la famille aristocratique anatolienne des Agryre, descendant de Romain Lecapène, il épouse Zoé sur ordre de Constantin VIII. - Mort dans son bain, peut-être à l'instigation de Zoé. |
|            | Michel IV le Paphlagonien            | ~1010                                | 12 avril 1034                        | 10 décembre 1041                     | 10 décembre 1041                     | - Introduit à la cour impériale par son frère Jean l'Orphanotrophe, il devient l'amant de Zoé, qui l'épouse le lendemain de la mort de Romain Argyre. - Malade, il abdique peu avant sa mort en faveur de son neveu Michel le Calfat qu'il a fait adopter par Zoé. |
|            | Michel V le Calfat                   | ~1015                                | 13 décembre 1041                     | 20 avril 1042                        | 24 août 1042                         | - Neveu de Michel IV, adopté par celui-ci. - Chassé par la révolte de la population de Constantinople après qu'il a tenté d'exiler Zoé, il meurt quelques mois plus tard. |
|            | Constantin IX Monomaque              | ~1000                                | 12 juin 1042                         | 11 janvier 1055                      | 11 janvier 1055                      | - Sénateur issu de l'aristocratie byzantine, il est choisi par Zoé comme époux après la chute de Michel le Calfat. - Veuf, remarié avec Pulchérie Sklèros dont leur fille Anne est la mère du grand-prince de Kiev Vladimir II Monomaque, il vit ensuite maritalement avec Marie Sklèraina que Zoé acceptera de nommer Sébaste en vertu d'un traité d'amitié. - Constantin Monomaque fera face aux menaces Rus, Seljoukide, Pétchénègue, Serbe, Normande. |
|            | Théodora Porphyrogénète              | ~980                                 | 11 janvier 1055                      | 31 août 1056                         | 31 août 1056                         | - Fille de Constantin VIII. - Après avoir été reléguée dans un monastère par sa sœur Zoé, elle est portée brièvement au pouvoir par la foule lors de la chute de Michel V en 1042, puis de nouveau reléguée après le mariage de sa sœur avec Constantin Monomaque. À la mort de ce dernier, elle sort à nouveau de son monastère pour prendre la direction de l'empire. - Tombée gravement malade, elle désigne Michel Bringas comme son successeur juste avant sa mort. |
|            | Michel VI Bringas                    |                                      | 31 août 1056                         | 30 août 1057                         | 1059                                 | - Issu d'une famille de hauts fonctionnaires, logothète des armées, il est désigné comme le successeur de Théodora. - Agé et sans enfants, son règne bref voit s'affronter pour le pouvoir hauts fonctionnaires, militaires, patriarche et population de Constantinople. - Une rébellion militaire conduite par Isaac Comnène met un terme définitif à la dynastie macédonienne, après quoi l'empereur abdique pour finir ses jours dans un monastère. |

### Dynastie Comnène (1057-1059)
| Portrait | Nom       | Naissance | Début de règne     | Fin de règne     | Mort | Notes |
| -------- | --------- | --------- | ------------------ | ---------------- | ---- | --- |
|          | Isaac Ier | ~1007     | 1er septembre 1057 | 22 novembre 1059 | 1061 | - Commandant de l'armée d'Orient, il prend la tête d'une conspiration de généraux et vainc les troupes de Michel VI. Il est couronné empereur par le patriarche Michel Cérulaire après que celui-ci ait contraint Michel VI à abdiquer. - Devenu impopulaire après la chute de Michel Cérulaire, sans descendant, il abdique en faveur de Constantin Doukas, l'un des conspirateurs de 1057. - Il est le fondateur de la dynastie Comnène, qui reviendra au pouvoir avec son neveu Alexis en 1081, après la chute de la dynastie Doukas. |

### Dynastie Doukas (1059-1081)
| Portrait | Nom                      | Naissance | Début de règne   | Fin de règne    | Mort             | Notes |
| -------- | ------------------------ | --------- | ---------------- | --------------- | ---------------- | --- |
|          | Constantin X             | ~1006     | 24 novembre 1059 | 22 mai 1067     | 22 mai 1067      | - Empereur avec son frère Jean Doukas comme césar. - Epouse Eudocie Makrembolitissa - Mort de maladie. De ses trois fils, seul Michel exercera le pouvoir effectif après la mort de Romain Diogène, le successeur de Constantin X. |
|          | Romain IV Diogène        | ~1030     | 1er janvier 1068 | 24 octobre 1071 | 4 août 1072      | - Pour prévenir un coup d'état, Eudocie Makrembolitissa, veuve de Constantin X, épouse Romain Diogène qui devient co-empereur avec les enfants mineurs de Constantin X, Michel, Constance et Andronic. - Détrôné après la défaite de Manzikert, il meurt peu de temps après. |
|          | Michel VII Doukas        | ~1050     | 24 octobre 1071  | 24 mars 1078    | 1090             | - Fils de Constantin X et d'Eudocie Makrembolitissa - Déjà co-empereur avec ses frères dès le règne de Constantin X, son règne personnel commence à la chute de Romain Diogène. Il nomme son fils Constantin co-empereur (celui-ci redeviendra à nouveau co-empereur sous Alexis 1er). - Epouse Marie d'Alanie - Confronté à de multiples révoltes, il est détrôné par Nicéphore Botaniatès. Il se fera moine et finira ses jours comme évêque d'Éphèse.   |
|          | Nicéphore III Botaniatès | ~1001     | 24 mars 1078     | 4 avril 1081    | 10 décembre 1081 | - Chef militaire ayant déjà participé au soulèvement de 1057 contre Michel VI, il se rebelle à nouveau en 1071 face à la dégradation de la situation en Anatolie à la suite de la bataille de Manzikert. Il se fait couronner empereur, contraint Michel Doukas à rentrer dans un monastère, et épouse Marie d'Alanie - Face à la multiplication des révoltes, il perd le soutien de ses alliés et Alexis Comnène le contraint à l'exil dans un monastère. |

### Dynastie Comnène (1081-1185)
| Portrait | Nom                  | Naissance         | Début de règne    | Fin de règne      | Mort              | Notes |
| -------- | -------------------- | ----------------- | ----------------- | ----------------- | ----------------- | --- |
|          | Alexis Ier Comnène   | ~1058             | 4 avril 1081      | 15 août 1118      | 15 août 1118      | - Neveu d'Isaac Ier, apparenté aux Doukas par son mariage avec Irène Doukas, adopté par Marie d'Alanie, sa prise de pouvoir met fin à une période agitée sur le plan intérieur. Ses premières années de règne sont consacrées à la lutte contre les Normands, les Petchénègues qu'il écrase en 1091 et les Seldjoukides face auxquels il mène une politique complexe, recherchant l'alliance de Malik Shah contre les rebelles turcs. - Il reconquiert une partie de l'Asie mineure dans le sillage de la première croisade, dans un contexte d'affaiblissement du sultanat Seljoukide, d'essor des Fatimides, et en ayant rétablit de bonnes relations avec la Papauté. - Durant son règne, l'un des plus longs et des plus agités de l'histoire byzantine, il procède à des réformes de grande ampleur de toute l'administration de l'Empire, et il est également très impliqué dans les affaires religieuses de son époque. |
|          | Jean II Comnène      | 13 septembre 1087 | 15 août 1118      | 8 avril 1143      | 8 avril 1143      | - Fils du précédent. - Epouse Irène de Hongrie - Son règne, avec celui de son fils Manuel, correspond à la dernière période d'expansion de l'Empire byzantin. Il bat les Seldjoukides, écrase définitivement les Petchénègues en 1122 et consolide la frontière sur le Danube contre les hongrois. - Ayant tenté de desserrer l'emprise des vénitiens, il est contraint de renouveler les droits qu'Alexis Ier leur avait accordés. - Après des succès initiaux contre les Etats latins d'Orient, les Danishmendites, les arméniens de Cilicie, une grande partie des territoires reconquis en Syrie seront à nouveau perdus. |
|          | Manuel Ier Comnène   | 28 novembre 1118  | 8 avril 1143      | 24 septembre 1180 | 24 septembre 1180 | - Fils du précédent, il est couronné par son père après le décès brutal de ses frères. - Epouse Berthe de Sulzbach puis Marie d'Antioche - Poursuivant une politique étrangère ambitieuse, il s'allie au pape et aux puissances occidentales, envahit l'Italie, place la Hongrie sous domination byzantine, établit un protectorat sur les royaumes croisés d'Outremer, menant des campagnes militaires aussi bien à l'ouest qu'à l'est. - Battu par les Seljoukides à Myriokephalon en 1176, il reconquiert néanmoins rapidement les territoires perdus. |
|          | Alexis II Comnène    | 10 septembre 1169 | 24 septembre 1180 | octobre 1183      | octobre 1183      | - Fils du précédent. - Épouse Agnès de France, fille du roi de France Louis VII. - Contraint d'ordonner l'exécution de la régente, sa mère Marie d'Antioche après le massacre des latins de Constantinople, avant d'être détroné puis étranglé par son oncle Andronic. |
|          | Andronic Ier Comnène | ~1118             | septembre 1183    | 12 septembre 1185 | 12 septembre 1185 | - Oncle du précédent, petit-fils d'Alexis Ier. - A la tête d'une rébellion marquée par le massacre des Latins de Constantinople, il fait exécuter les régents et l'empereur Alexis II, et contraint Agnès de France à l'épouser. - Détrôné après un court règne troublé et violent qui confirme l'écart grandissant entre les chrétientés occidentale et byzantine. - Ses descendants, les Grands Comnènes, gouverneront plus tard l'empire de Trébizonde jusqu'à sa chute en 1461. |

### Dynastie Ange (1185-1204)
| Portrait | Nom                       | Naissance      | Début de règne    | Fin de règne    | Mort            | Notes                                                                                                   |
| -------- | ------------------------- | -------------- | ----------------- | --------------- | --------------- | --- |
|          | Isaac II Ange             | septembre 1156 | 12 septembre 1185 | 8 avril 1195    | cf. ci-dessous  | - Arrière-petit-fils d'Alexis Ier Comnène. - Détrôné, il sera restauré sur son trône en 1203…           |
|          | Alexis III Ange           | ~1153          | 8 avril 1195      | 18 juillet 1203 | 1211/1212       | - Frère du précédent. - Usurpateur. - Détrôné.                                                          |
|          | Isaac II Ange             | cf. ci-dessus  | 18 juillet 1203   | 25 janvier 1204 | 28 janvier 1204 | - Restauré sur le trône et co-empereur avec son fils Alexis IV. - Détrôné à nouveau six mois plus tard. |
|          | Alexis IV Ange            | ~1182          | 1er août 1203     | 25 janvier 1204 | 8 février 1204  | - Co-empereur avec son père Isaac II. - Détrôné puis assassiné (étranglé).                              |
|          | Nicolas Kanabos           |                | 25 janvier 1204   | 28 janvier 1204 | 8 février 1204  | - Empereur pendant 3 jours.                                                                             |
|          | Alexis V Doukas Murzuphle |                | 28 janvier 1204   | 12 avril 1204   | décembre 1204   | - Gendre d'Alexis III. - Usurpateur. - Détrôné.                                                         |

### Dynastie Lascaris (1204-1261)
| Portrait | Nom                      | Naissance        | Début de règne   | Fin de règne     | Mort            | Notes                                                                               |
| -------- | ------------------------ | ---------------- | ---------------- | ---------------- | --------------- | ----------------------------------------------------------------------------------- |
|          | Constantin Lascaris      |                  | 13 avril 1204    | 19 mars 1205     | 1205            | - Frère aîné du suivant. - N.B. : reconnu comme Constantin XI par certains auteurs. |
|          | Théodore Ier Lascaris    | ~1174            | 19 mars 1205     | novembre 1222    | novembre 1222   | - Gendre d'Alexis III.                                                              |
|          | Jean III Doukas Vatatzès | ~1192            | 15 décembre 1222 | 3 novembre 1254  | 3 novembre 1254 | - Gendre du précédent.                                                              |
|          | Théodore II Lascaris     | décembre 1221    | 3 novembre 1254  | 18 août 1258     | 18 août 1258    | - Fils du précédent.                                                                |
|          | Jean IV Lascaris         | 25 décembre 1250 | 18 août 1258     | 25 décembre 1261 | ~1305           | - Fils du précédent. - Déposé.                                                      |

### Dynastie Paléologue (1261-1453)
| Portrait | Nom                               | Naissance           | Début de règne              | Fin de règne      | Mort              | Notes |
| -------- | --------------------------------- | ------------------- | --------------------------- | ----------------- | ----------------- | --- |
|          | Michel VIII Paléologue            | ~1224               | 25 décembre 1261            | 11 décembre 1282  | 11 décembre 1282  | - Fils du grand domestique Andronic Paléologue et de Théodora Doukas. - Co-empereur de Nicée avec Jean IV Lascaris depuis 1258. - Il reprend Constantinople en 1261, c'est la fin de l'Empire latin de Constantinople. - Il règne jusqu'à sa mort.                                  |
|          | Andronic II Paléologue l'Ancien   | 25 mars 1259        | 11 décembre 1282            | 23 mai 1328       | 13 février 1332   | - Fils de Michel VIII et de Théodora Vatatzès. - Co-empereur avec son père à partir de 1272. - Déposé par son petit-fils Andronic III, il termine sa vie comme moine au mont Athos.                                                                                                 |
|          | Michel IX Paléologue              | 17 avril 1277       | décembre 1294               | 12 octobre 1320   | 12 octobre 1320   | - Fils d'Andronic II et d'Anne de Hongrie. - Co-empereur avec son père de 1294 à sa mort. |
|          | Andronic III Paléologue le Jeune  | 25 mars 1297        | 23 mai 1328                 | 15 juin 1341      | 15 juin 1341      | - Fils de Michel IX et de Rita d'Arménie. - Il dépose son grand-père Andronic II et règne jusqu'à sa mort. |
|          | Jean V Paléologue                 | 18 juin 1332        | 15 juin 1341                | 1376              | cf. ci-dessous    | - Fils d'Andronic III et de Jeanne de Savoie. - Sa minorité est marquée par la guerre civile qui oppose ses partisans à ceux de Jean VI Cantacuzène. - Déposé par son fils Andronic IV.                                                                                             |
|          | Jean VI Cantacuzène               | ~1295               | 26 octobre 1341/13 mai 1347 | 10 décembre 1354  | 15 juin 1383      | - Fils du gouverneur de Morée Michel Cantacuzène et de Théodora Paléologue. - Il est proclamé empereur le 26 octobre 1341 et parvient à s'imposer comme co-empereur au terme d'une longue guerre civile. - Il abdique pour se faire moine.                                          |
|          | Mathieu Cantacuzène               | ~1325               | 15 avril 1353               | 10 décembre 1357  | 1383/1391         | - Fils de Jean VI Cantacuzène et d'Irène Asanina. - Il est associé au trône par son père en avril 1353. - Après l'abdication de son père, il reste co-empereur jusqu'à sa propre abdication trois ans plus tard.                                                                    |
|          | Andronic IV Paléologue            | 11 avril 1348       | 12 août 1376                | 1er juillet 1379  | 28 juin 1385      | - Fils aîné de Jean V et d'Hélène Cantacuzène. - Il dépose son père, qui le dépose à son tour trois ans plus tard. |
|          | Jean V Paléologue                 | cf. ci-dessus       | 1379                        | 1390              | cf. ci-dessous    | - Il reprend le pouvoir avec l'aide des Vénitiens et des Ottomans. |
|          | Jean VII Paléologue               | ~1370               | 14 avril 1390               | 17 septembre 1390 | cf. ci-dessous    | - Fils d'Andronic IV et de Marie de Bulgarie. - Il dépose son grand-père avec l'aide des Ottomans en avril 1390. - Il est chassé de Constantinople par son oncle Manuel en septembre de la même année.                                                                              |
|          | Jean V Paléologue                 | cf. ci-dessus       | 1390                        | 16 février 1391   | 16 février 1391   | - À nouveau restauré, il occupe le trône jusqu'à sa mort. |
|          | Manuel II Paléologue              | 17 juin 1350        | 16 février1391              | 22 juillet 1425   | 22 juillet 1425   | - Fils cadet de Jean V et d'Hélène Cantacuzène. - Il règne jusqu'à sa mort. |
|          | Jean VII Paléologue               | cf ci-dessus        | décembre 1399               | juin 1403         | 22 septembre 1408 | - Il assure la régence durant le voyage de son oncle Manuel II en Occident. |
|          | Andronic V Paléologue             | ~1400               | 1403                        | 1407              | ~1407             | - Fils de Jean VII et d'Irène Gattilusio. - Il est associé au trône comme coempereur par son grand-oncle Manuel II jusqu'à sa mort à sept ans. |
|          | Jean VIII Paléologue              | 16 décembre 1392    | 22 juillet 1425             | 31 octobre 1448   | 31 octobre 1448   | - Fils de Manuel II et d'Hélène Dragaš. - Il règne jusqu'à sa mort. |
|          | Constantin XI Paléologue Dragasès | 8 février 1404/1405 | 31 octobre 1448             | 29 mai 1453       | 29 mai 1453       | - Fils de Manuel II et d'Hélène Dragaš. - Il règne jusqu'à sa mort lors de la chute de Constantinople face aux Ottomans. - N.B. : Constantin Lascaris (1204-1205) étant parfois reconnu comme Constantin XI, Constantin Paléologue Dragasès est alors reconnu comme Constantin XII. |

## États grecs détachés de l'Empire de 1204 à 1465
Détachés de l'Empire au XIIe siècle, lors de la prise de Constantinople en 1204 par la quatrième croisade (l'Épire, Nicée, Trébizonde), ou par la suite (Morée, Théodoros), les États grecs successeurs poursuivent des existences séparées, pour certains longtemps après la chute de Constantinople en 1453 :
- 1204-1261 : l'empire de Nicée (il restaurera l'Empire byzantin sous l'empereur Michel VIII Paléologue) ;
- 1204-1461 : l'empire de Trébizonde ;
- 1204-1475 : la principauté de Théodoros ;
- 1204-1359 : le despotat d'Épire ;
- 1268-1318 : la principauté de Thessalie ;
- 1313-1390 : la république de Philadelphie ;
- 1349-1460 : le despotat de Morée.

### Empire de Trébizonde (dynastie des Grands Comnènes)
| Portrait | Nom                  | Naissance        | Début de règne   | Fin de règne     | Mort              | Notes |
| -------- | -------------------- | ---------------- | ---------------- | ---------------- | ----------------- | --- |
|          | Alexis Ier Comnène   | ~1182            | 25 avril 1204    | 1er février 1222 | 1er février 1222  | - Cofondateur de l'Empire de Trébizonde à la chute de Constantinople lors de la IVe croisade. - Coempereur avec son frère cadet David Ier Grand Comnène.                                                                      |
|          | David Ier Comnène    | ~1184            | 25 avril 1204    | 13 décembre 1212 | 13 décembre 1212  | - Cofondateur de l'Empire de Trébizonde à la chute de Constantinople lors de la IVe croisade. - Coempereur avec son frère aîné Alexis Ier Grand Comnène.                                                                      |
|          | Andronic Ier Gidos   |                  | 1222             | 1235             | 1235              | - Gendre d'Alexis Ier. |
|          | Jean Ier Axouch      |                  | 1235             | 1238             | 1238              | - Fils aîné d'Alexis Ier et beau-frère du précédent. |
|          | Manuel Ier Comnène   | 1218             | 1238             | mars 1263        | mars 1263         | - Fils cadet d'Alexis Ier et frère du précédent. |
|          | Andronic II Comnène  | 1240             | 1263             | 1266             | 1266              | - Fils du précédent. |
|          | Georges Comnène      | ~1254            | 1266             | 1280             | ~1284             | - Demi-frère du précédent. - Détrôné par une trahison de ses proches. |
|          | Jean II Comnène      | 1262             | 1280             | 16 août 1297     | 16 août 1297      | - Frère du précédent. |
|          | Alexis II Comnène    | 1282             | 16 août 1297     | 3 mai 1330       | 3 mai 1330        | - Fils du précédent. |
|          | Andronic III Comnène | 1310             | 3 mai 1330       | 8 janvier 1332   | 8 janvier 1332    | - Fils du précédent. |
|          | Manuel II Comnène    | ~1324            | 8 janvier 1332   | aoüt 1332        | 21 février 1333   | - Fils du précédent. - Déposé par le parti pro-byzantin et remplacé par son oncle Basile, puis exécuté l'année suivante. |
|          | Basile Comnène       | 1315             | septembre 1332   | 6 avril 1340     | 6 avril 1340      | - Oncle du précédent et frère d'Andronic III. |
|          | Irène Paléologue     | ~1315            | 6 avril 1340     | 17 juillet 1341  | >1341             | - Épouse du précédent. |
|          | Anne Comnène         | ~1312            | 17 juillet 1341  | 4 septembre 1342 | 1342              | - Sœur de Basile Ier et d'Andronic III. |
|          | Jean III Comnène     | ~1321            | 4 septembre 1342 | 3 mai 1344       | 1362              | - Cousin germain de la précédente. - Déposé par son père Michel et exilé. |
|          | Michel Comnène       | 1285             | 3 mai 1344       | 13 décembre 1349 | >1355             | - Père du précédent, oncle d'Anne Comnène, et plus jeune fils de Jean II Grand Comnène. - Déposé par Alexis III et exilé. |
|          | Alexis III Comnène   | 5 octobre 1338   | 22 décembre 1349 | 20 mars 1390     | 20 mars 1390      | - Fils de Basile Comnène. |
|          | Manuel III Comnène   | 13 décembre 1364 | 20 mars 1390     | 5 mars 1417      | 5 mars 1417       | - Fils du précédent. |
|          | Alexis IV Comnène    | 19 janvier 1382  | 5 mars 1417      | 1429             | 1429              | - Fils du précédent. |
|          | Jean IV Comnène      | 1403             | 1429             | 19 avril 1460    | 19 avril 1460     | - Fils du précédent. |
|          | Alexis V Comnène     | 1454/1455        | 19 avril 1460    | 19 avril 1460    | 1er novembre 1463 | - Déposé par son oncle David II. |
|          | David II Comnène     | 1408             | 19 avril 1460    | 15 août 1461     | 1er novembre 1463 | - Oncle du précédent et fils d'Alexis IV Comnène. - Déposé à la suite du siège de Trébizonde par les Turcs. Dernier empereur de Trébizonde. Exilé à Constantinople. Exécuté sur ordre du sultan Mehmet II deux ans plus tard. |

### Despotat d'Épire
| Portrait | Nom                       | Naissance     | Début de règne | Fin de règne | Mort           | Notes |
| -------- | ------------------------- | ------------- | -------------- | ------------ | -------------- | --- |
|          | Michel Ier Comnène Doukas | ~1170         | 1205           | 1215         | 1215           | - Fondateur du despotat d'Épire après la chute de Constantinople lors de la IVe croisade en 1204.              |
|          | Théodore Comnène Doukas   | ~1180/1185    | 1215           | 1230         | ~1252          | - Demi-frère du précédent.                                                                                     |
|          | Michel II Comnène Doukas  |               | 1230           | 1266/1268    | 1266/1268      | - Fils de Michel Ier et neveu du précédent.                                                                    |
|          | Nicéphore Ier Doukas      | ~1240         | 1266/1268      | 1297         | 1297           | - Fils du précédent.                                                                                           |
|          | Thomas Doukas             | ~1285         | 1297           | 1318         | 1318           | - Fils du précédent. - Assassiné par son neveu Niccolo Orsini.                                                 |
|          | Niccolo Orsini            | 1295          | 1318           | 1323         | 1323           | - Fils aîné du comte Jean Ier Orsini de Céphalonie. - Assassiné par son frère Jean II Orsini.                  |
|          | Jean II Orsini            | 1300          | 1323           | 1335         | 1335           | - Fils cadet du comte Jean Ier Orsini de Céphalonie.                                                           |
|          | Nicéphore II Orsini       | 1328          | 1335           | 1337         | cf. ci-dessous | - Fils du précédent. - Détrôné par l'empereur Andronic III Paléologue.                                         |
|          | Interrègne (19 ans)       |               |                |              |                | |
|          | Nicéphore II Orsini       | cf. ci-dessus | 1356           | 1359         | 1359           | - Reprend le pouvoir. - Tué lors d'un combat contre les Albanais trois ans plus tard. Dernier despote d'Épire. |

Le despotat d'Épire est partagé en trois parties en 1230 :
- Michel II, le fils de Michel Ier, conserve l'Épire ;
- Manuel, le frère de Théodore et demi-frère de Michel Ier, reçoit le royaume de Thessalonique (1230-1238) puis la Thessalie (1239-1241) ;
- Constantin, le frère de Théodore et demi-frère de Michel Ier, reçoit l'Acarnanie (1230-1242).

Le royaume de Thessalonique passera en 1238 à Jean, le fils aîné de Théodore Comnène Doukas, puis en 1244 à Démétrios, le fils cadet de Théodore (jusqu'en 1246).

### Provinces dépendant de l'Empire byzantin

#### Principauté de Thessalie
| Portrait | Nom               | Naissance | Début de règne | Fin de règne | Mort | Notes |
| -------- | ----------------- | --------- | -------------- | ------------ | ---- | ----- |
|          | Jean Ier Doukas   | 1240      | 1268           | 1289         | 1289 |       |
|          | Constantin Doukas |           | 1289           | 1303         | 1303 |       |
|          | Jean II Doukas    |           | 1303           | 1318         | 1318 |       |

#### Despotat de Morée
| Portrait | Nom                       | Naissance      | Début de règne  | Fin de règne  | Mort          | Notes                                                                                                |
| -------- | ------------------------- | -------------- | --------------- | ------------- | ------------- | --- |
|          | Manuel Cantacuzène        | 1326           | 25 octobre 1349 | 10 avril 1380 | 10 avril 1380 | - Fils de l'empereur byzantin Jean VI Cantacuzène. - Premier despote nommé par son père en 1349.     |
|          | Mathieu Cantacuzène       | ~1325          | 1380            | 1383          | 1383/1391     | - Ancien empereur Mathieu Cantacuzène (1353-1357).                                                   |
|          | Démétrios Ier Cantacuzène | 1343           | 1383            | 1383          | 1383          | |
|          | Théodore Ier Paléologue   | 1355           | 1383            | 24 juin 1407  | 24 juin 1407  | |
|          | Théodore II Paléologue    | ~1396          | 1407            | 1443          | 21 juin 1448  | |
|          | Constantin Paléologue     | 8 février 1405 | 1443            | 1448          | 29 mai 1453   | - Futur empereur Constantin Paléologue Dragasès (1448-1453).                                         |
|          | Démétrios II Paléologue   | 1407           | 1448            | 1460          | 1470          | - Codespote avec son frère Thomas Paléologue. - Déposé par les Turcs en 1460. Exilé à Andrinople.    |
|          | Thomas Paléologue         | 1409           | 1448            | 1460          | 12 mai 1465   | - Codespote avec son frère Démétrios II Paléologue. - Fuit devant les Turcs en 1460. Réfugié à Rome. |

## Familles phanariotes de Constantinople
Les phanariotes sont des aristocrates chrétiens restés à Constantinople sous la domination ottomane, résidant dans le quartier du Phanar, autour du siège du patriarcat de Constantinople.
Certaines familles prétendent descendre des empereurs byzantins dont elles portent les noms (les Cantacuzène, par exemple). Certaines ont donné des dynasties régnantes aux principautés roumaines de Valachie et de Moldavie, ainsi que des généraux à la Russie.

## Prétendants au trône byzantin après la prise de Constantinople
- Thomas Paléologue (1453-1465), fils de Manuel II.
- André Paléologue (1465-1502), fils de Thomas Paléologue.

Ce dernier vendit ses droits au roi de France Charles VIII, puis aux rois catholiques qui le passèrent aux rois d'Espagne :
- Ferdinand II d'Aragon.
- Charles Quint.
- Philippe II d'Espagne.
- voir la liste des rois et reines d'Espagne.